# San Marco (Rovereto)

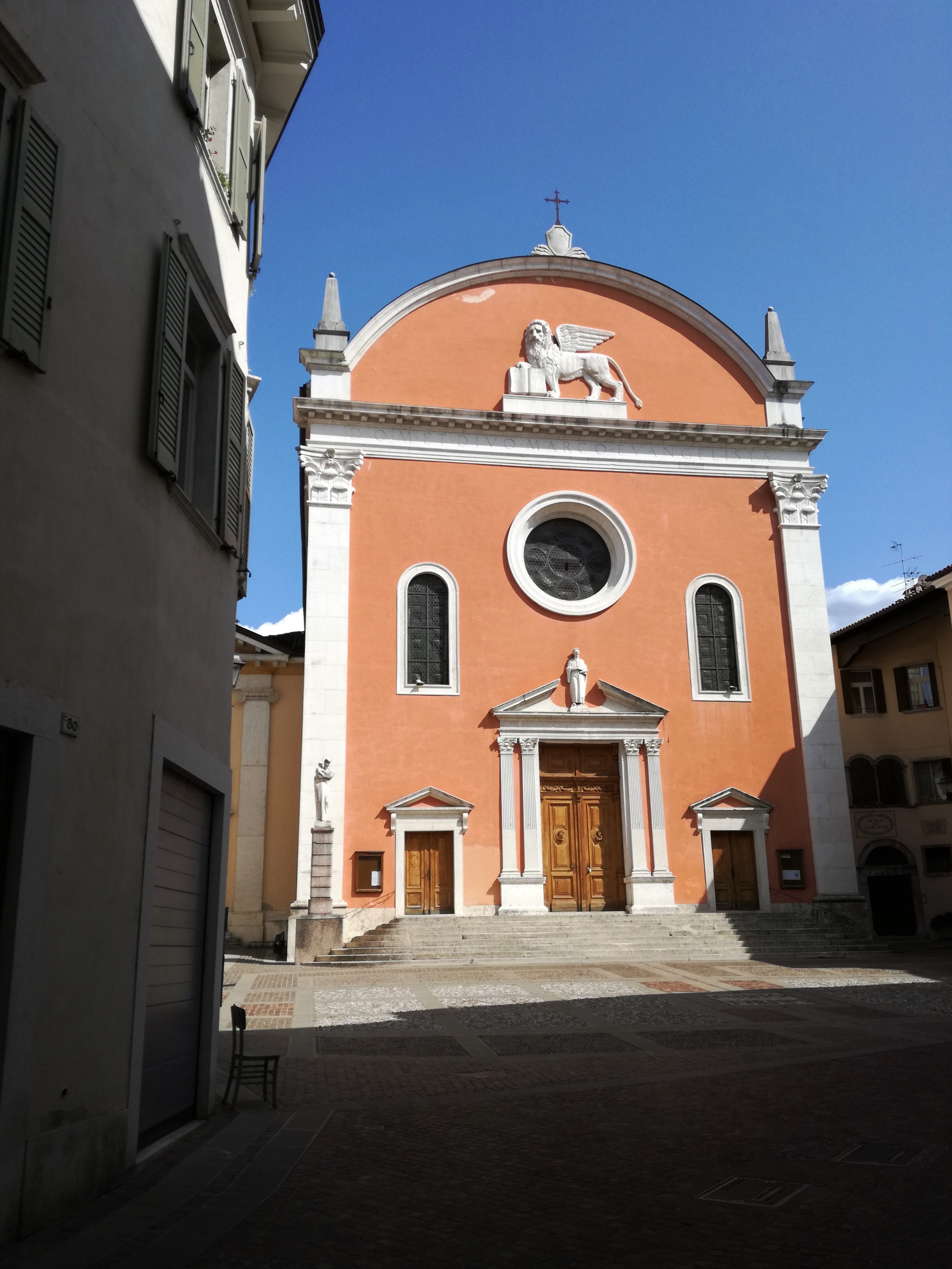
San Marco, Hauptfassade und Eingangsportal

San Marco ist die Erzpfarrkirche von Rovereto im Trentino. Die Mitte des 15. Jahrhunderts erbaute Kirche wurde mehrmals erweitert und umgestaltet. Geschmückt ist sie mit einer Reihe von Marmoraltären, die zu bedeutendsten Barockaltären im Trentino zählen. In San Marco hielt Wolfgang Amadeus Mozart 1769 auf der ersten Italienreise sein erstes Italienkonzert vor einem größeren Publikum ab.

## Geschichte
Mit dem Bau des Kirchengebäudes wurde 1458 begonnen, als Rovereto unter venezianischer Herrschaft stand. Mit der Errichtung des Kirchturms 1461 war der Bau abgeschlossen. Ein Jahr später wurde sie auf den Evangelisten Markus und Schutzheiligen Venedigs geweiht. Der Bau stand unter der Schirmherrschaft des Fürstbischofs von Trient Georg Hack und des Kardinals Bessarion.
Die Kirche S. Marco spielte damals nur eine zweitrangige Rolle. Das kirchliche Zentrum Roveretos lag in der wesentlich älteren Pfarrkirche von Lizzana, einem heute südlichen Stadtteil, weit außerhalb der Stadtmauern. Mit dem Bau von S. Marco bezweckte man, ein größeres Gotteshaus innerhalb der Stadtmauern zu errichten. 1467 wurde sie von Bischof Johannes Hinderbach zur Filialkirche der Pfarrkirche von Lizzana ernannt. Mit der Ernennung wurden auch drei neue Holzaltäre errichtet.
Der Aufstieg S. Marcos zum geistigen und kirchlichen Zentrum der Stadt begann allerdings erst, nachdem Venedig Rovereto infolge der Niederlage von Agnadello im Jahr 1509 an die Habsburger hatte abtreten müssen. Als Maximilian I. am 3. November 1510 Rovereto die Stadtrechte übertrug, war damit indirekt auch der weitere Weg S. Marcos zur Pfarrkirche vorgezeichnet. 1582 wurde sie schließlich von Bischof Giovanni Ludovico Madruzzo zur Pfarrkirche erhoben. Mit der Erhebung zur Pfarrkirche ordnete der Bischof den Neubau der Kirche der neuen Funktion entsprechend an.

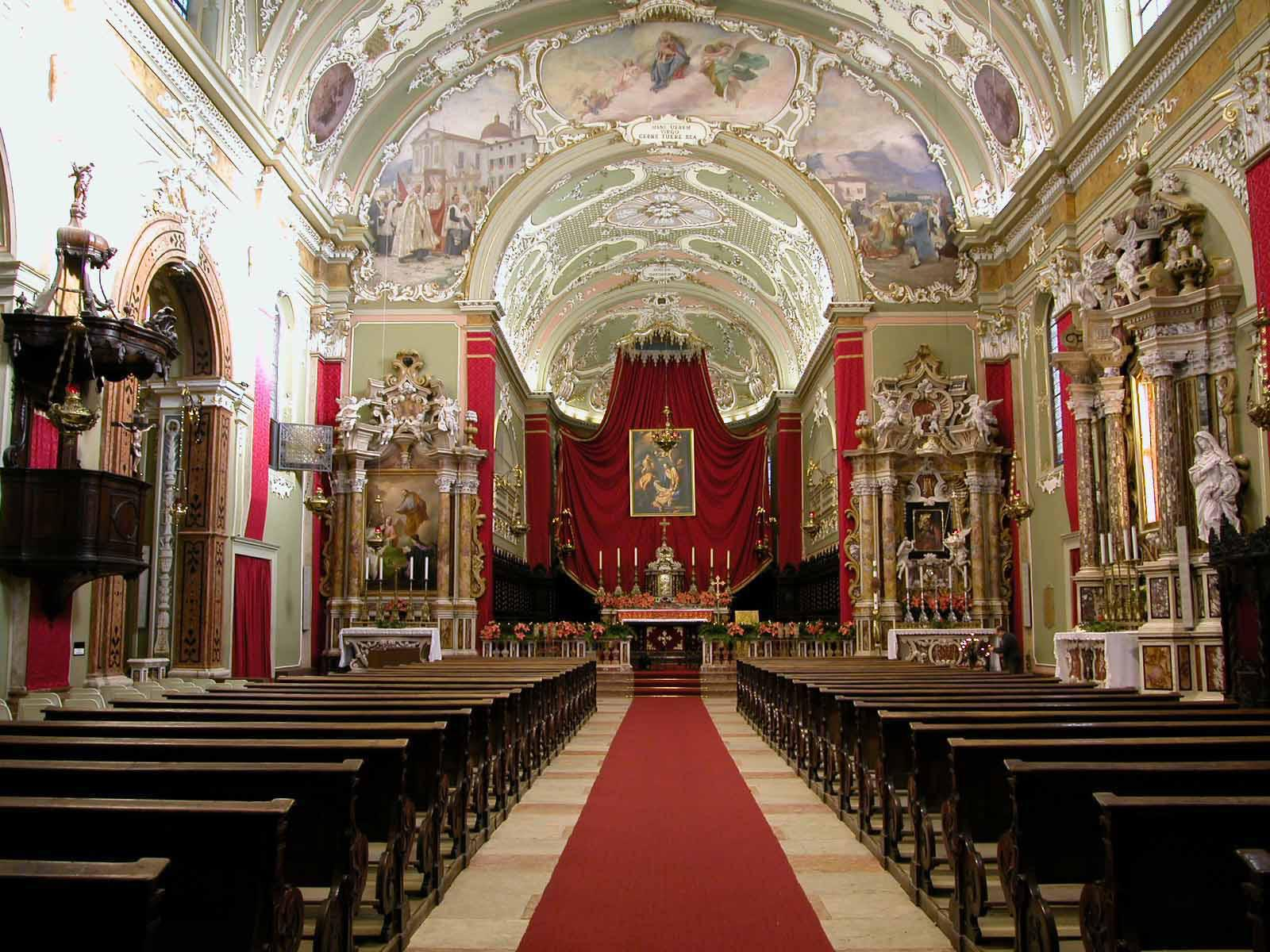
Kirchenschiff und Chor

1587 begannen die Arbeiten entsprechend den Richtlinien des Konzils von Trient. 1603 konnte der Neubau eingeweiht werden, auch wenn die Hauptfassade erst 1613 fertiggestellt wurde. Beim Bau wurde der Vorgängerbau nicht vollständig abgetragen, sondern in den erhöhten Neubau integriert. Dem neu errichteten Chor und der Sakristei musste der alte Friedhof weichen, der stattdessen hinter den Stadtmauern angelegt wurde. Dort verblieb er bis 1836, als der neue Friedhof von San Marco nördlich der Altstadt angelegt wurde. Einige in der Stadtmauer eingemauerte Grabplatten zeugen noch vom ehemaligen Standort des Friedhofs.
In der Zeit des Neubaus wurden neben den bereits bestehenden fünf kleinen Holzaltären weitere vier Altäre hinzugefügt. Diese wurden im Laufe der Zeit durch Marmoraltäre ersetzt und wechselten mehrmals ihre Bedeutung und Lage. Der Hauptaltar im Chor wurde 1603 geweiht. Er entstand gemäß den von Karl Borromäus im Konzil von Trient festgehaltenen Richtlinien, nach denen dem Hauptaltar als Zentrum der eucharistischen Feier besondere Bedeutung zukam. 1650 wurde der Bau nochmals um 2 m aufgestockt und das heute noch vorhandene Tonnengewölbe angelegt. Die Stuckarbeiten wurden allerdings erst nachträglich im 19. Jahrhundert angefertigt. Zeitgleich wurde die Fassade umgestaltet und mit Bauelementen versehen, die noch heute Bestand haben, darunter die zwei Pilaster mit Basis, Kapitell und dem Architrav. Das Hauptportal mit der Figur des heiligen Markus, die zwei Seitenportale, die zwei langgezogenen Fenster und die Fensterrose sind ebenfalls in dieser Periode entstanden.
1658 wurde anstelle des alten Campanile der heutige, 48 m hohe Glockenturm errichtet. Weitere Ausbauten erfolgten dann insbesondere im Laufe des 18. und 19. Jahrhunderts, nach denen die Kirche ihren heutigen Grundriss erhielt. 1725 wurde eine neue Sakristei errichtet und zwischen dem Ende des 18. und Beginn des 19. Jahrhunderts wurden die drei nördlichen Seitenkapellen erbaut. Zeitgleich plante man den Bau von weiteren Kapellen an der Südseite, um der Kirche das Aussehen eines dreischiffigen Baus zu verleihen. Obwohl mit dem Aufkauf der umliegenden Grundstücke begonnen wurde, wurde das Projekt jedoch nie umgesetzt. In der Blütezeit Roveretos wurden in der durch den Seidenbau zu Wohlstand gekommenen Stadt auch die alten Holzaltäre durch barocke verschiedenfarbige Marmoraltäre ersetzt, auch wenn es sich im eigentlichen Sinne wie beim Veroneser Marmor nicht um Marmor, sondern um Knollenkalke handelt. Aus der Mitte des 18. Jahrhunderts stammt die oberhalb des Eingangs gegenüber dem Chor erbaute auf zwei Säulen mit Weihwasserbecken ruhende Cantoria, die so ein Vestibül bildet. Auf der Cantoria fand die ursprünglich im Chor aufgestellte Orgel ihren neuen Standort, während im freigewordenen Platz im Chor das Chorgestühl aufgestellt wurde.

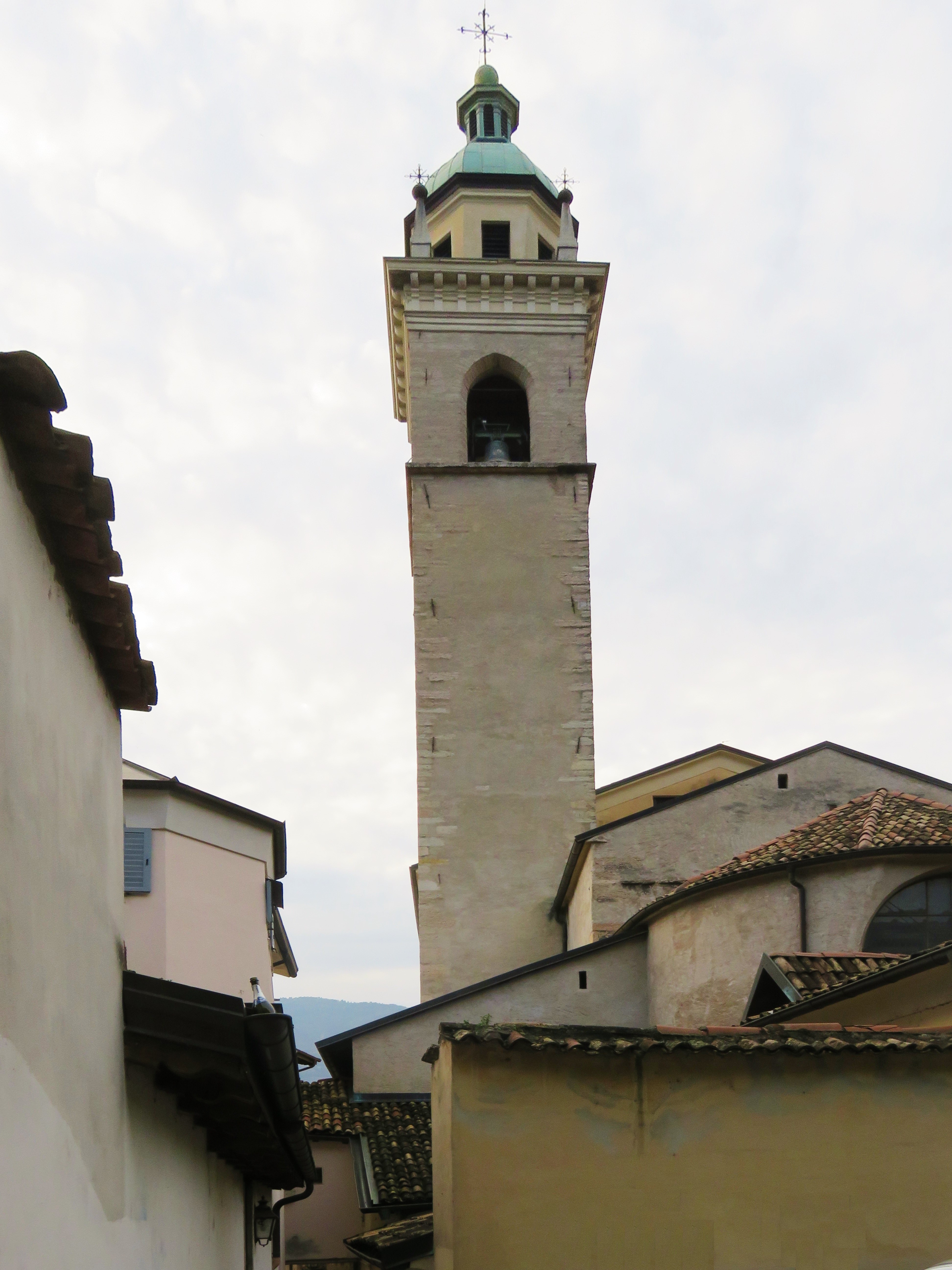
Glockenturm mit Apsis

Aus den 1870er Jahren stammt die Freitreppe, die von der Piazza San Marco in die Kirche führt. Um die Jahrhundertwende wurde San Marco umfangreich restauriert, in dieser Zeit entstanden auch die Fresken, die von Luigi Cavenaghi ausgeführt wurden und das Gewölbe und den Chorbogen schmücken. Während des Ersten Weltkrieges wurde das Gebäude mehrmals von italienischen Artilleriegranaten getroffen und dabei schwer beschädigt. Die Kriegsschäden wurden in den 1920er Jahren mit finanzieller Unterstützung durch den italienischen Staat behoben. Während des Zweiten Weltkrieges gelobten die Einwohner Roveretos, die Kirchenfassade zu erneuern, falls die Stadt von Luftangriffen verschont bleiben sollte. 1950 war die ein Jahr zuvor begonnene Erneuerung der Fassade abgeschlossen, die San Marco nach wie vor schmückt.

## Beschreibung

### Fassade
Die Fassade präsentiert sich mit stark venezianisch geprägten Einflüssen. Der halbkreisförmige Giebel lehnt sich an die Kirche Santa Maria dei Miracoli in Venedig an. Über dem Hauptportal befindet sich die Skulptur des Evangelisten Markus, ein Werk des Bildhauers Stefano Zuech, der auch die Fadenreliefs der Gefallenenglocke geschaffen hat. In der Mitte des Tympanons ist der Markuslöwe. Links der Freitreppe auf einer Säule steht eine Madonnenstatue aus Carrara-Marmor, die von den Arbeiterinnen der Tabakfabrik in Rovereto gestiftet wurde.

### Innenraum
Die einschiffige Saalkirche ist etwas mehr als 47 m lang, wovon allein das Kirchenschiff über 31 m lang ist. Sie misst fast 17 m in der Breite und etwas mehr als 17 m in der Höhe. Links des Eingangs befinden sich die zwischen dem 18. und 19. Jahrhundert errichteten drei Seitenkapellen, die der Kirche ein asymmetrisches Aussehen verleihen, während auf der gegenüberliegenden rechten Seite drei Seitenaltäre aus mehrfarbigem Marmor den Kirchensaal schmücken. Der Chorbogen zeigt links, wie die Bewohner der Stadt im August 1703 während des Spanischen Erbfolgekrieges die Jungfrau Maria um Schutz vor den anrückenden brandschatzenden Franzosen unter General Vendôme bitten. Auf der rechten Seite des Chorbogens ist die Marienprozession abgebildet, die man zum Dank abgehalten hat und die nach wie vor am 5. August jeden Jahres stattfindet. In der Mitte des mit zahlreichen Stuckarbeiten geschmückten Tonnengewölbes befindet sich ein weiteres Bildnis des Evangelisten Markus.
Der barocke Hauptaltar aus Marmor im Chorraum ist ein Werk des Veroneser Bildhauers Giuseppe Antonio Schiavi und entstand 1724. Das Tabernakel wurde 1760 von Antonio Giuseppe Sartori gefertigt, einem der bekannteren Vertreter der aus Castione bei Brentonico stammenden Bildhauerwerkstätten. Das Altarretabel mit der Darstellung des Evangelisten Markus entstand nach dem Ersten Weltkrieg, nachdem das ursprüngliche Altarbild aus dem 18. Jahrhundert im Krieg zerstört worden war.

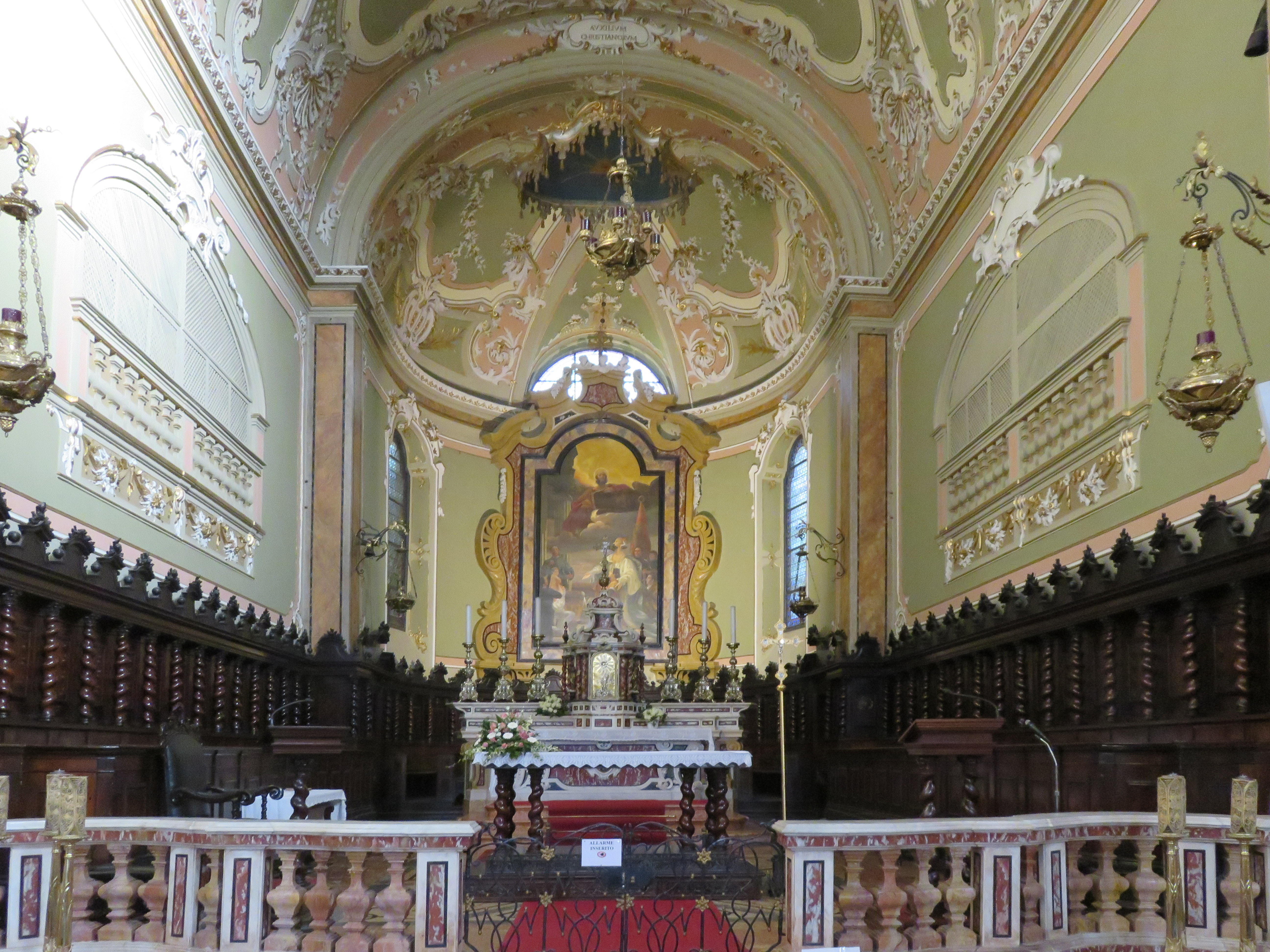
Chor mit Hauptaltar
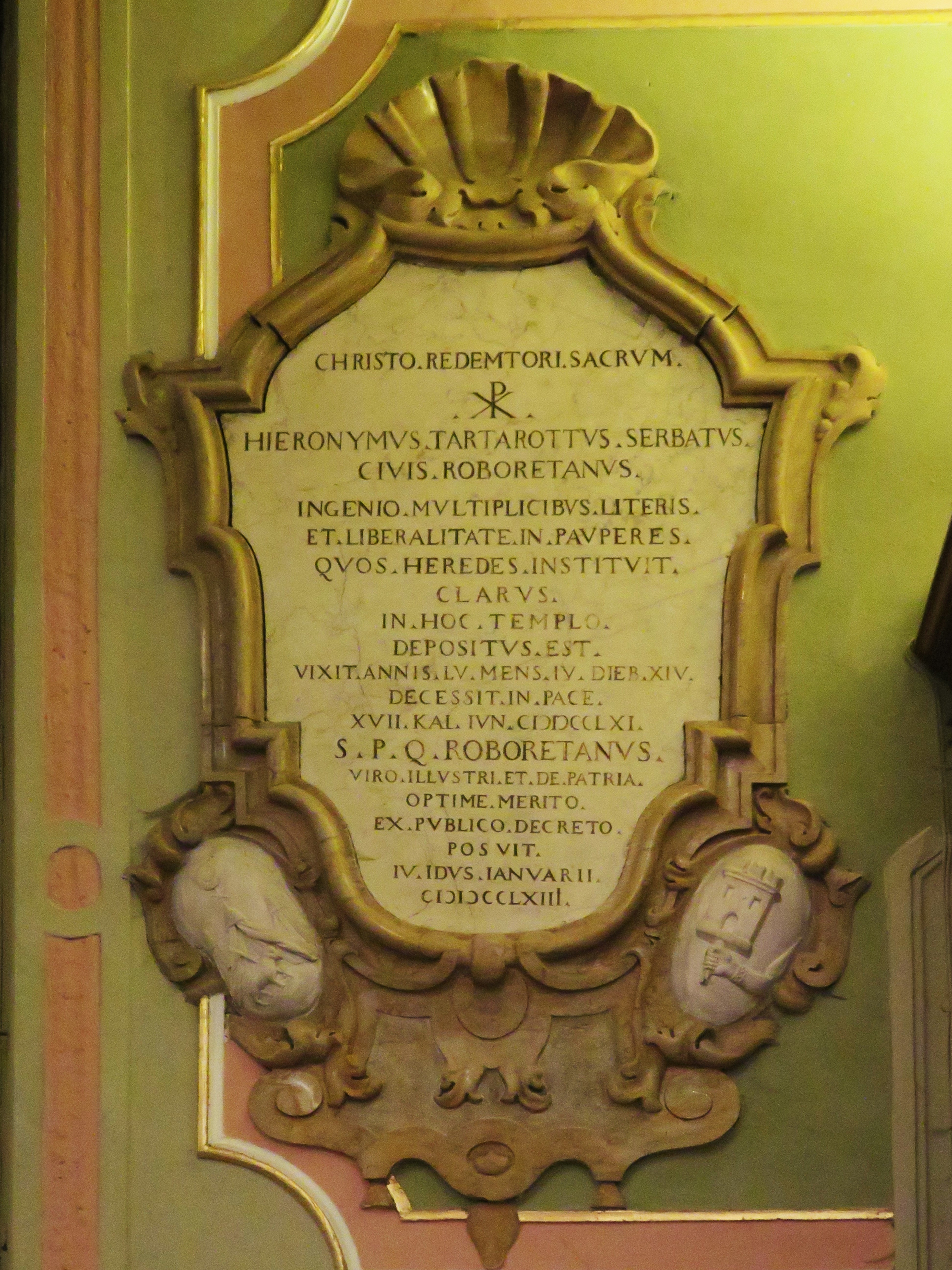
Gedenktafel für Girolamo Tartarotti
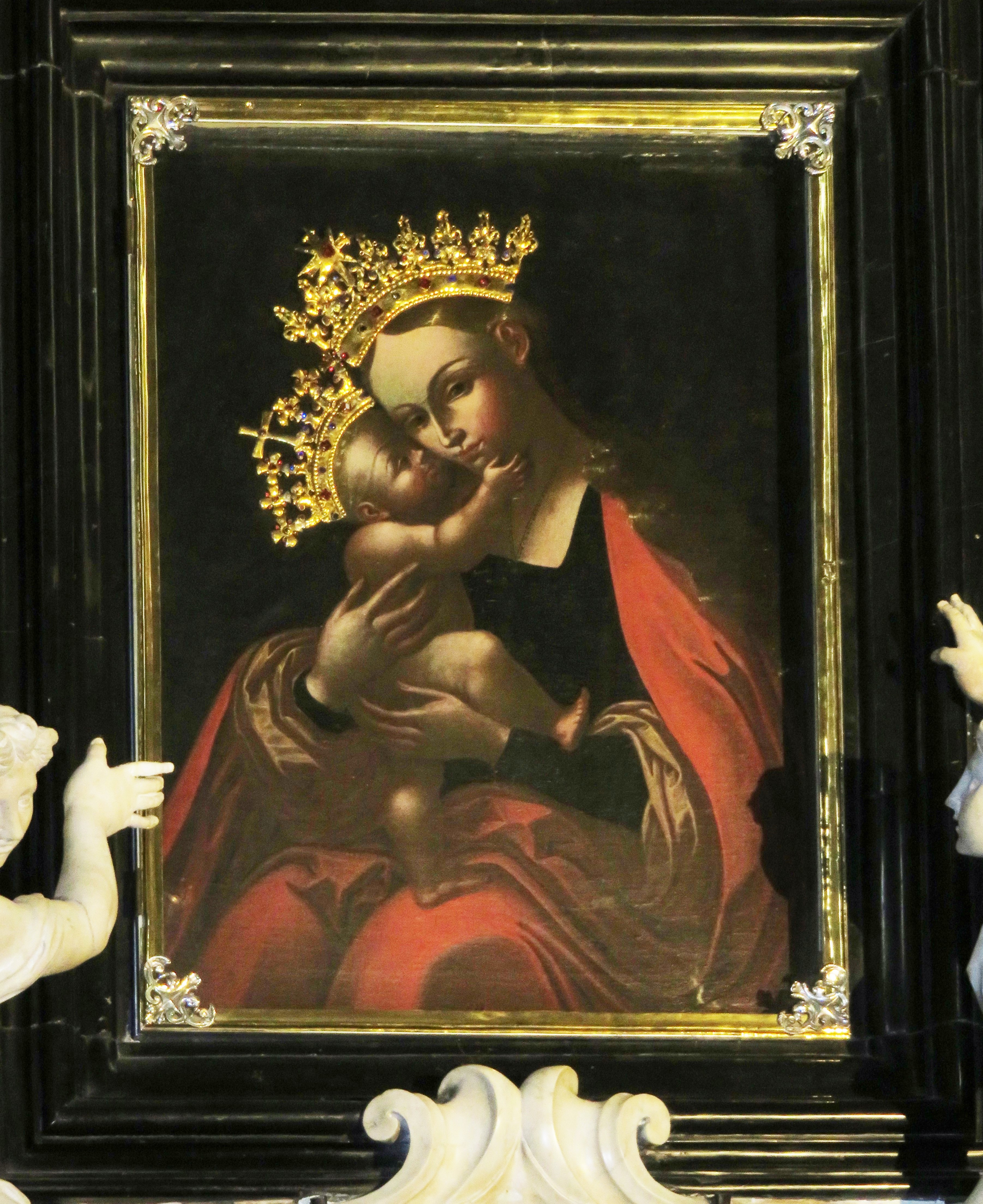
Mariahilf-Bild
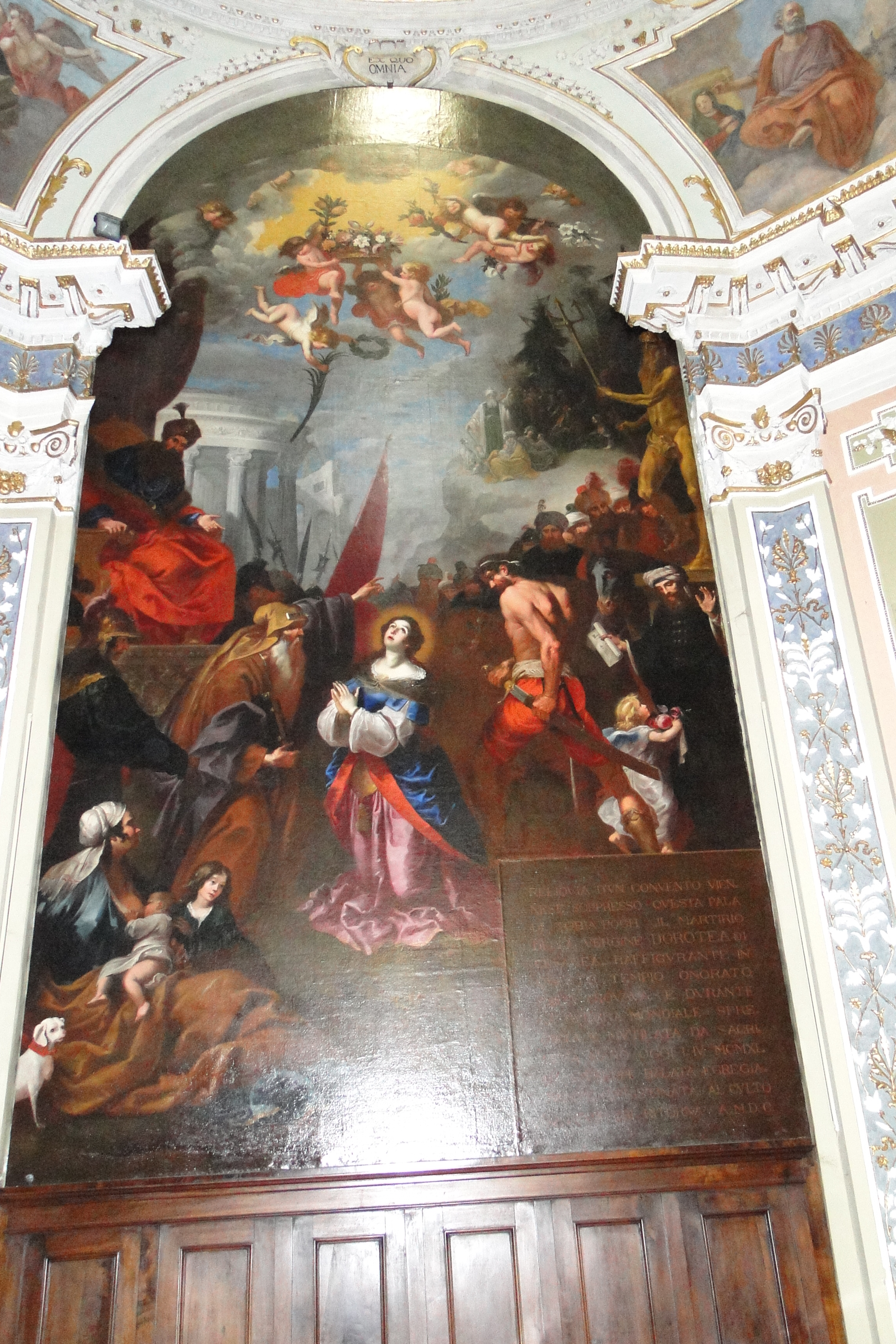
Altarbild der heiligen Dorothea von Tobias Pock
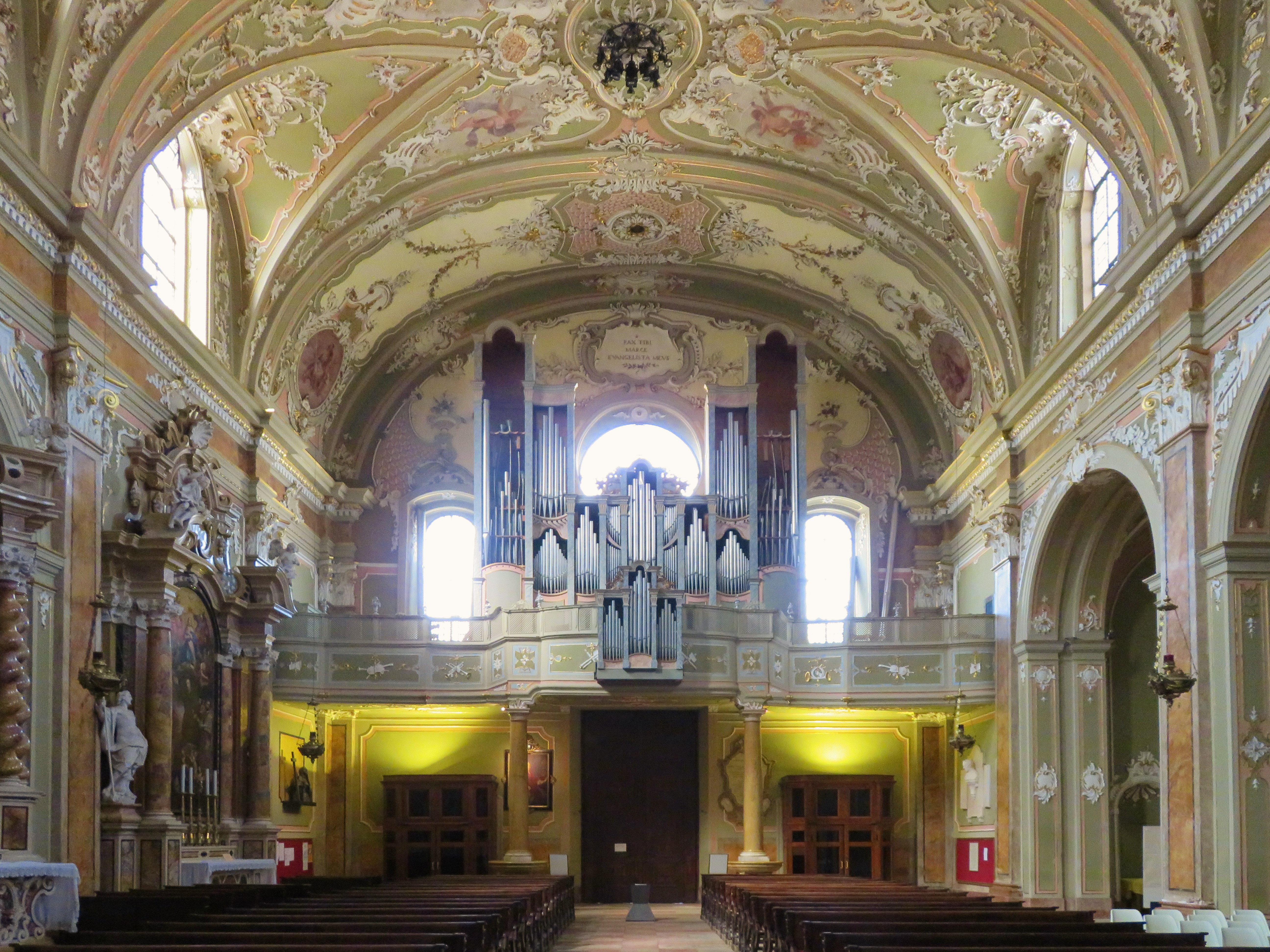
Cantoria mit Orgel

Gegenüber dem Chor über dem Eingang steht die Cantoria mit der Orgel. Letztere stand ursprünglich an der Stelle des Chorgestühls und wurde im 18. Jahrhundert am neuen Standort aufgestellt. Auf der vom Orgelbauer Graziadio Antegnati aus Brescia gefertigten Orgel hielt Wolfgang Amadeus Mozart am 26. Dezember 1769 sein erstes Italienkonzert vor einem größeren Publikum ab, nachdem er zwei Tage zuvor ebenfalls in Rovereto nur in einem kleinen auserwählten Kreis gespielt hatte. 1976 wurde die alte Orgel durch eine neue ersetzt. Neben dem Haupteingangsportal unter der Cantoria erinnert eine Gedenktafel an Girolamo Tartarotti, Theologe und Historiker, der in San Marco seine letzte Ruhestätte fand. Auf der gegenüberliegenden Seite hängt ein Porträt von Papst Pius VI., der auf seiner Rückreise von Wien in San Marco 1782 eine Heilige Messe zelebrierte.
Auf der Seite der drei Seitenkapellen erinnert eine Büste von Antonio Rosmini an die Zeit, als der Theologe und Philosoph von 1834 bis 1835 Erzpriester von San Marco war. Die drei anschließenden Seitenkapellen sind der Reihe nach dem heiligen Vigilius von Trient, dem heiligen Hieronymus und dem Allerheiligsten geweiht. Sie wurden alle zwischen dem Ende des 18. und der ersten Hälfte des 19. Jahrhunderts errichtet. Die drei dort befindlichen Marmoraltäre sind älterer Natur und standen ursprünglich direkt im Kirchenschiff, wie es auf der gegenüberliegenden Südseite immer noch der Fall ist. Sie entstanden zwischen dem Ende des 17. und Ende des 18. Jahrhunderts. Das Altarretabel des heiligen Vigilius von Trient ist ein Werk Domenico Udine Nanis und wurde im Auftrag Antonio Rosminis zwischen 1835 und 1836 gefertigt. Der Altar war ursprünglich dem heiligen Onophrios geweiht. Das ihm gewidmete Altarbild, ein Werk von Gasparantonio Baroni Cavalcabò, hängt heute in der Sakristei. Der Altar des heiligen Hieronymus entstand Ende des 17. Jahrhunderts. Das Altarretabel ist ein Werk des Veroneser Künstlers Felice Brusasorci von 1599. In der ältesten Seitenkapelle, die dem Allerheiligsten geweiht ist, hängt an der Seitenwand das von Tobias Pock 1657 ursprünglich für die Klosterkirche des später aufgelösten Dorotheerklosters in Wien angefertigte Altarbild Martyrium der heiligen Dorothea. Es gelangte über Umwege nach San Marco und wurde im Ersten Weltkrieg beschädigt, wobei die untere rechte Bildecke zerstört wurde.

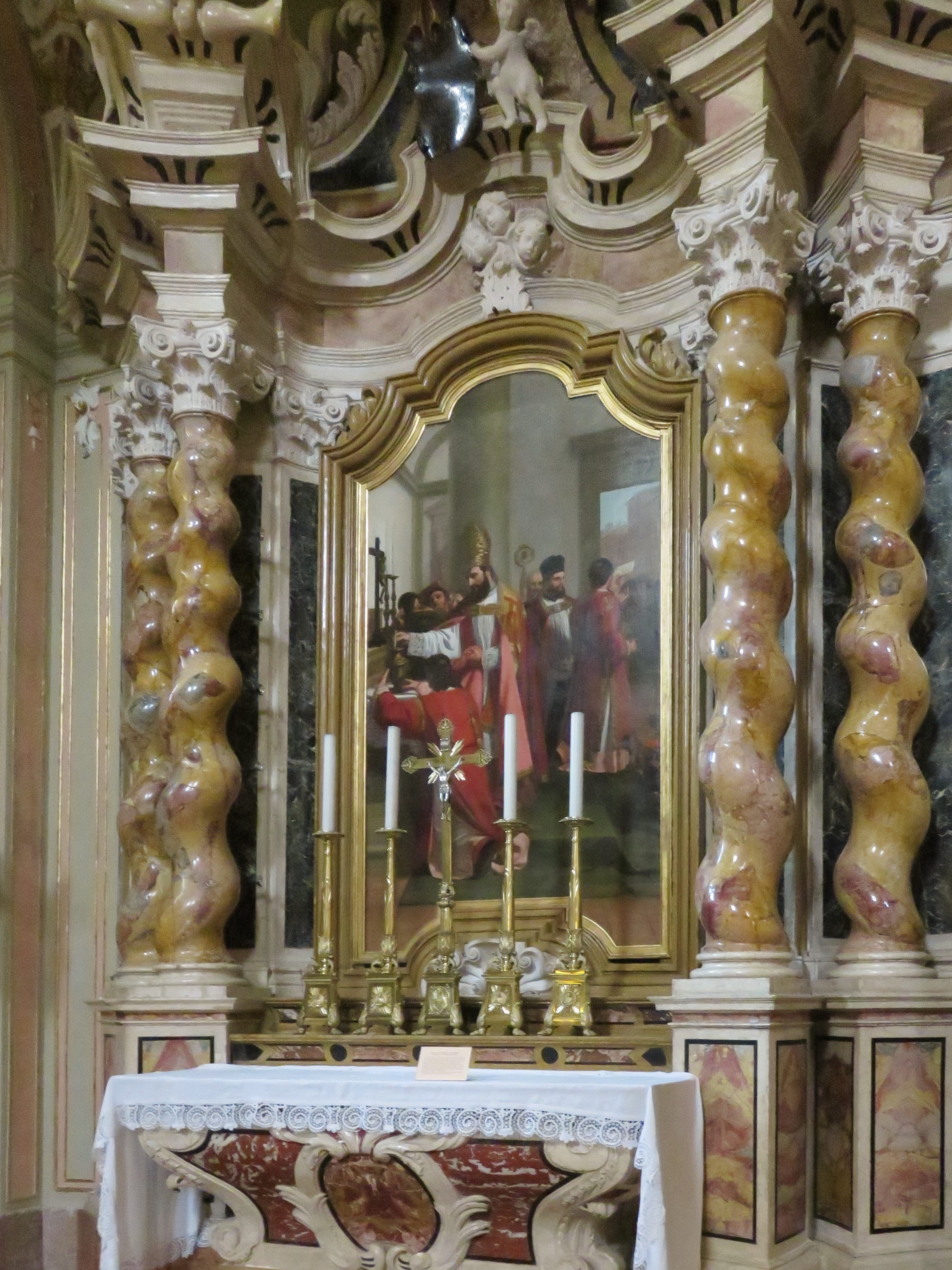
Altar des heiligen Vigilius von Trient
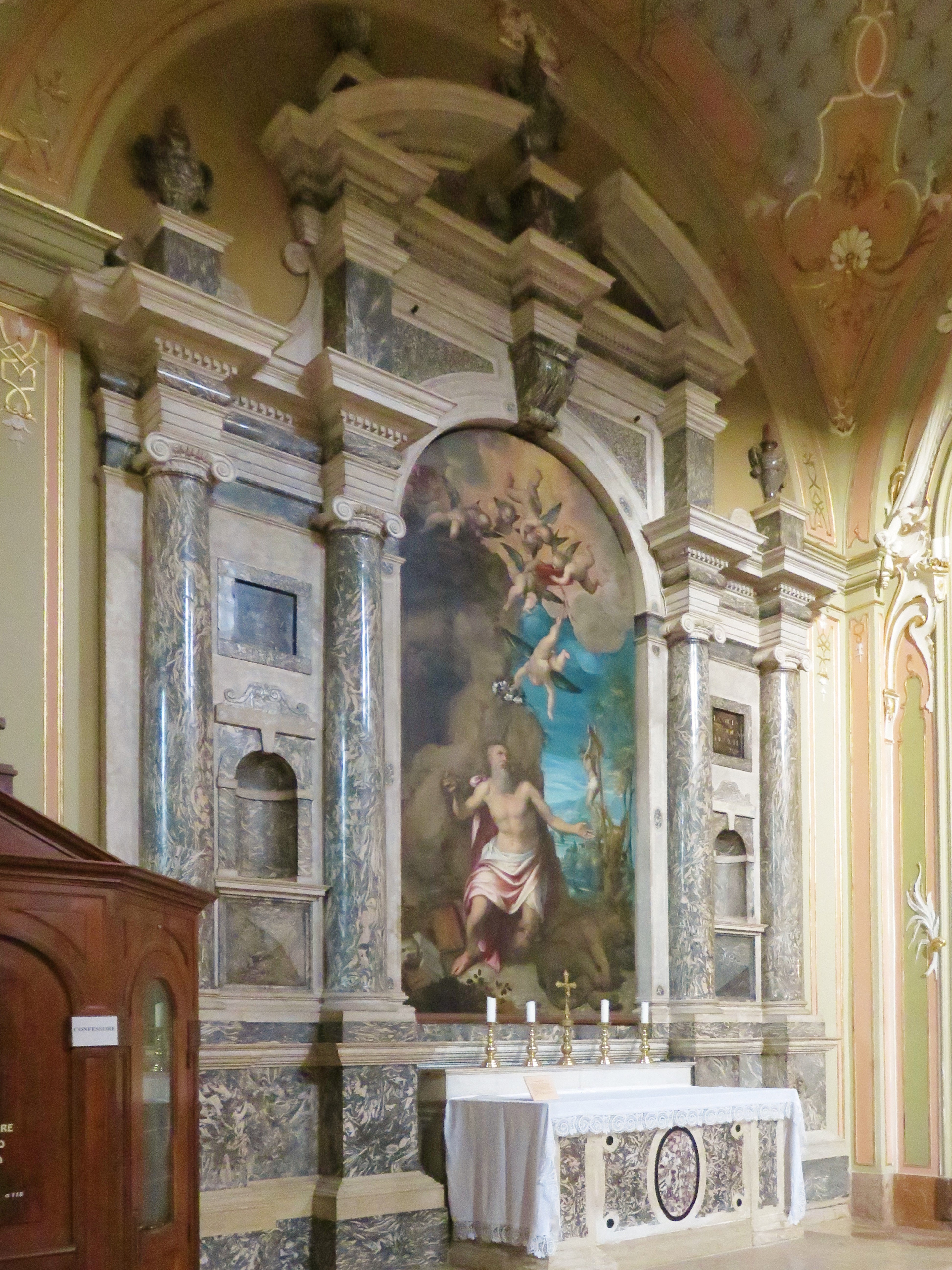
Altar des heiligen Hieronymus
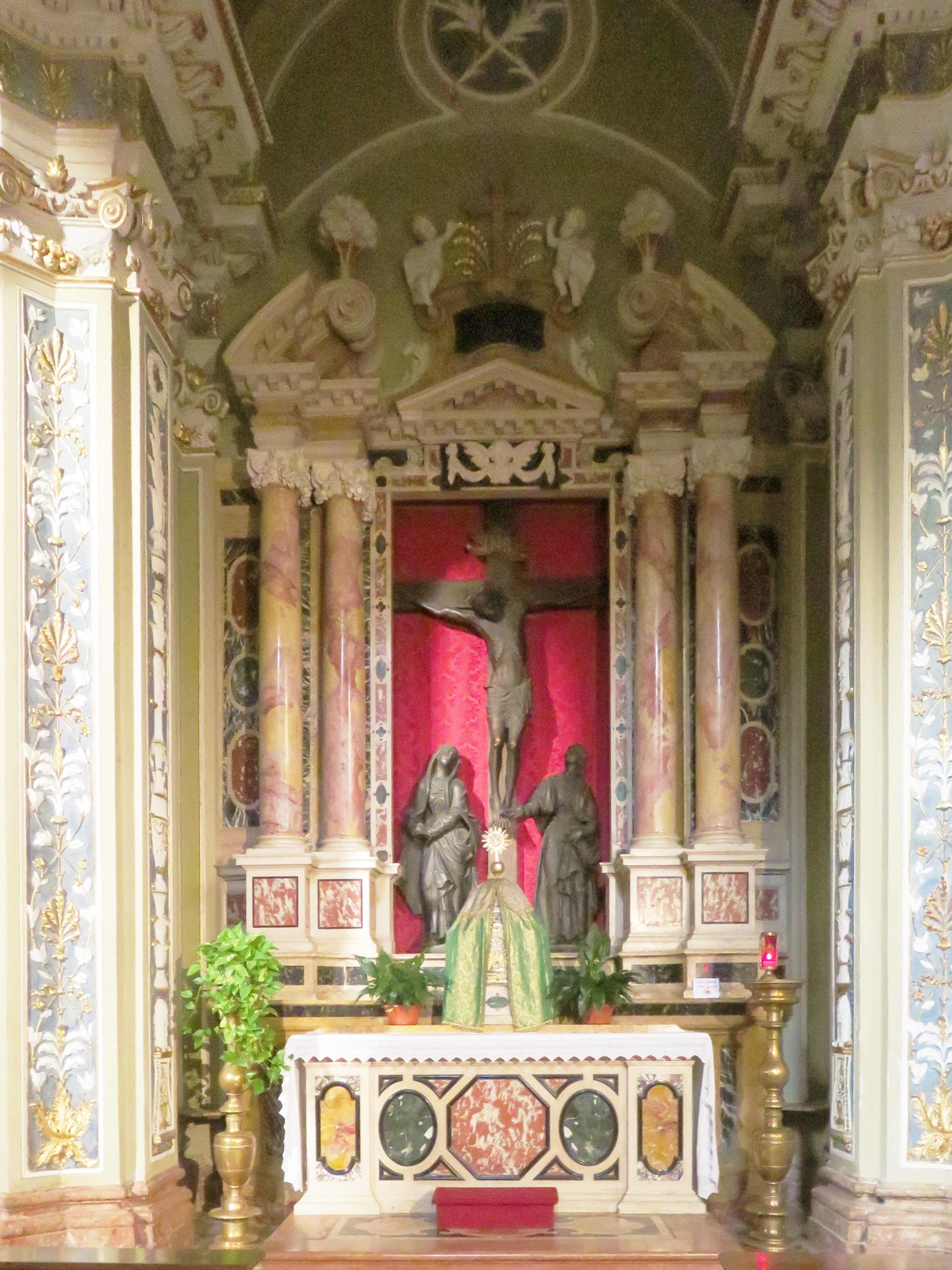
Altar des heiligen Sakraments

Neben der Seitenkapelle des Allerheiligsten unterhalb des Chorbogens steht der Altar des heiligen Josef von Nazareth. Der aus der Bildhauerwerkstatt Sartori stammende Altar wurde zwischen 1738 und 1740 gefertigt. Das Altarbild ist wesentlich jüngeren Datums. Auf der gegenüberliegenden rechten Seite des Chorbogens befindet sich der Mariahilfaltar von Teodoro Benedetti, Sohn von Cristoforo Benedetti und letzter Vertreter dieser ebenfalls aus Castione stammenden Bildhauerfamilie. Errichtet wurde er zwischen 1736 und 1741. Als Altarbild ist eine Kopie des Mariahilfbildes von Lucas Cranach dem Älteren eingefügt, das von zwei Engelsfiguren aus der Werkstatt von Dominikus Moling eingerahmt wird. Rechts daneben steht der Rosenkranzaltar von Domenico Sartori, Bruder von Antonio Giuseppe Sartori. Er zählt mit dem Mariahilfaltar zu den Meisterwerken der barocken Altarbaukunst im Trentino und wurde 1742 fertiggestellt. Die Marienfigur ist eine Arbeit der Grödner Holzschnitzerkunst vom Beginn des 20. Jahrhunderts. Daran anschließend folgt der dem heiligen Antonius von Padua geweihte Altar, der ebenfalls in den 1740er Jahren entstanden ist und von einer unbekannten Bildhauerwerkstatt aus Brentonico stammt. Das Altarbild des heiligen Antonius wurde von Gasparantonio Baroni Cavalcabò zwischen 1740 und 1741 geschaffen. Der letzte Altar ist dem heiligen Bernhardin von Siena geweiht und wurde 1750 ebenfalls von Teodoro Benedetti geschaffen. Das Altarbild mit dem Heiligen stammt aus einer unbekannten Veroneser Schule des 18. Jahrhunderts.

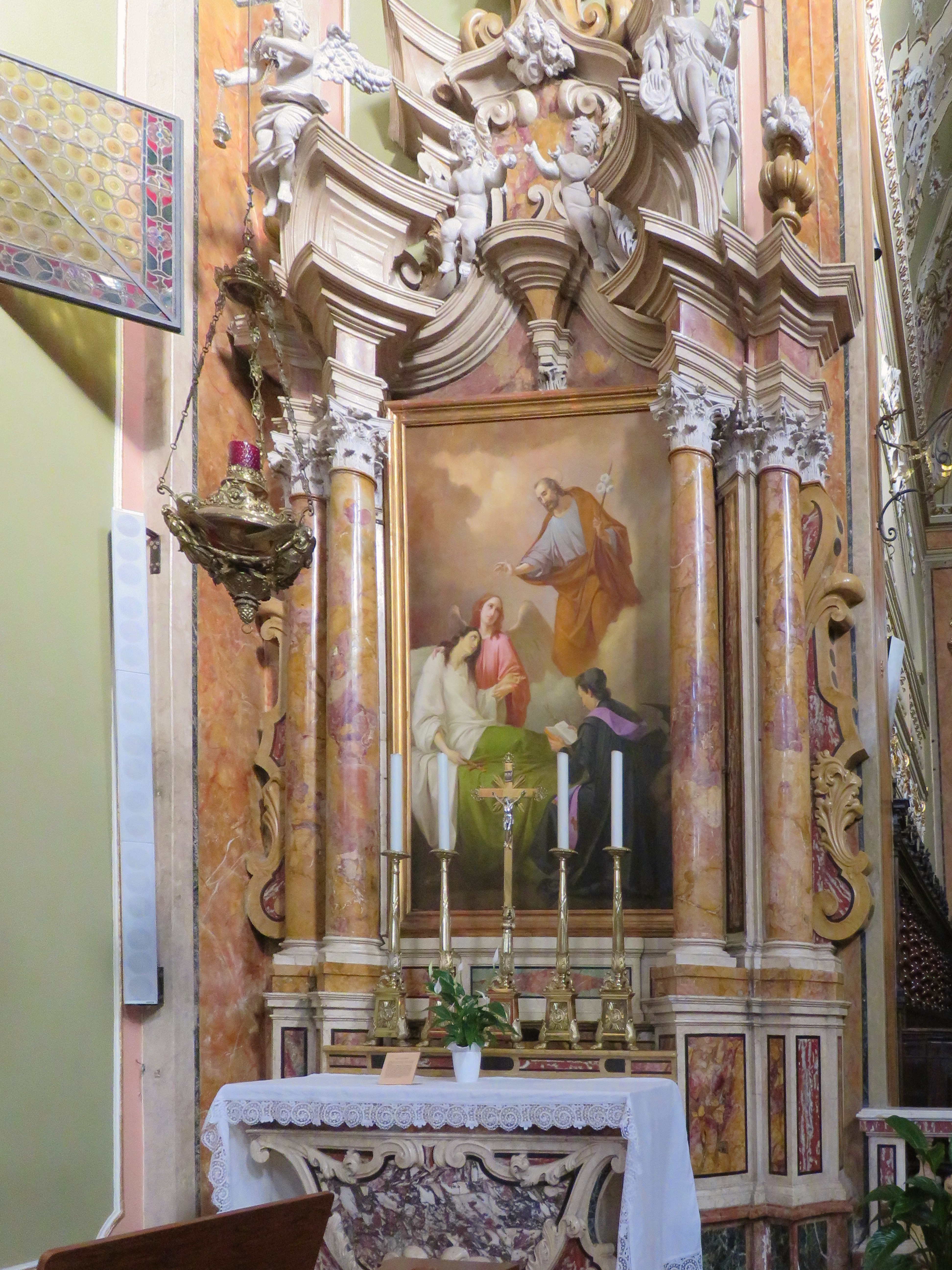
Altar des heiligen Josef
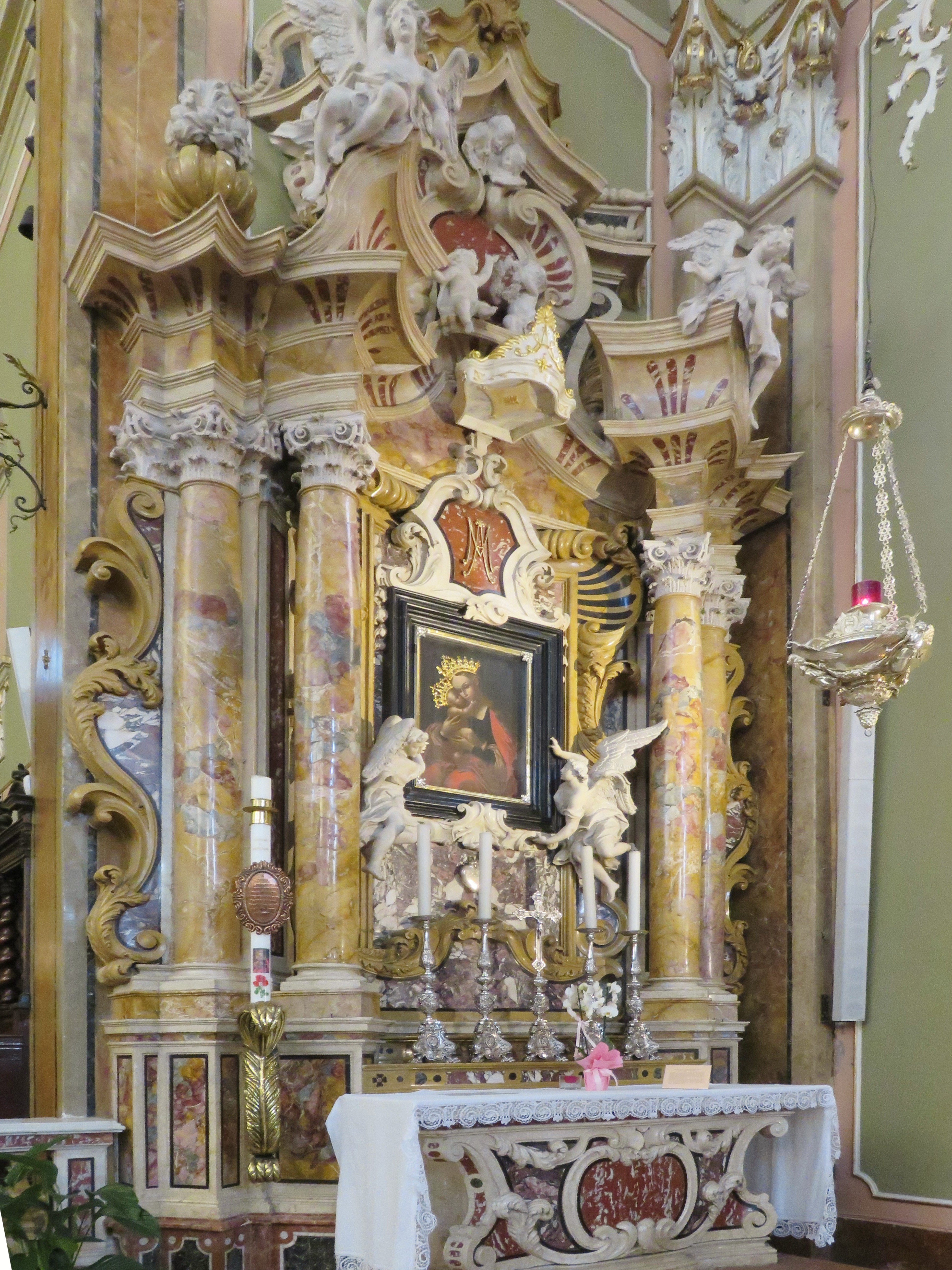
Mariahilfaltar von Teodoro Benedetti
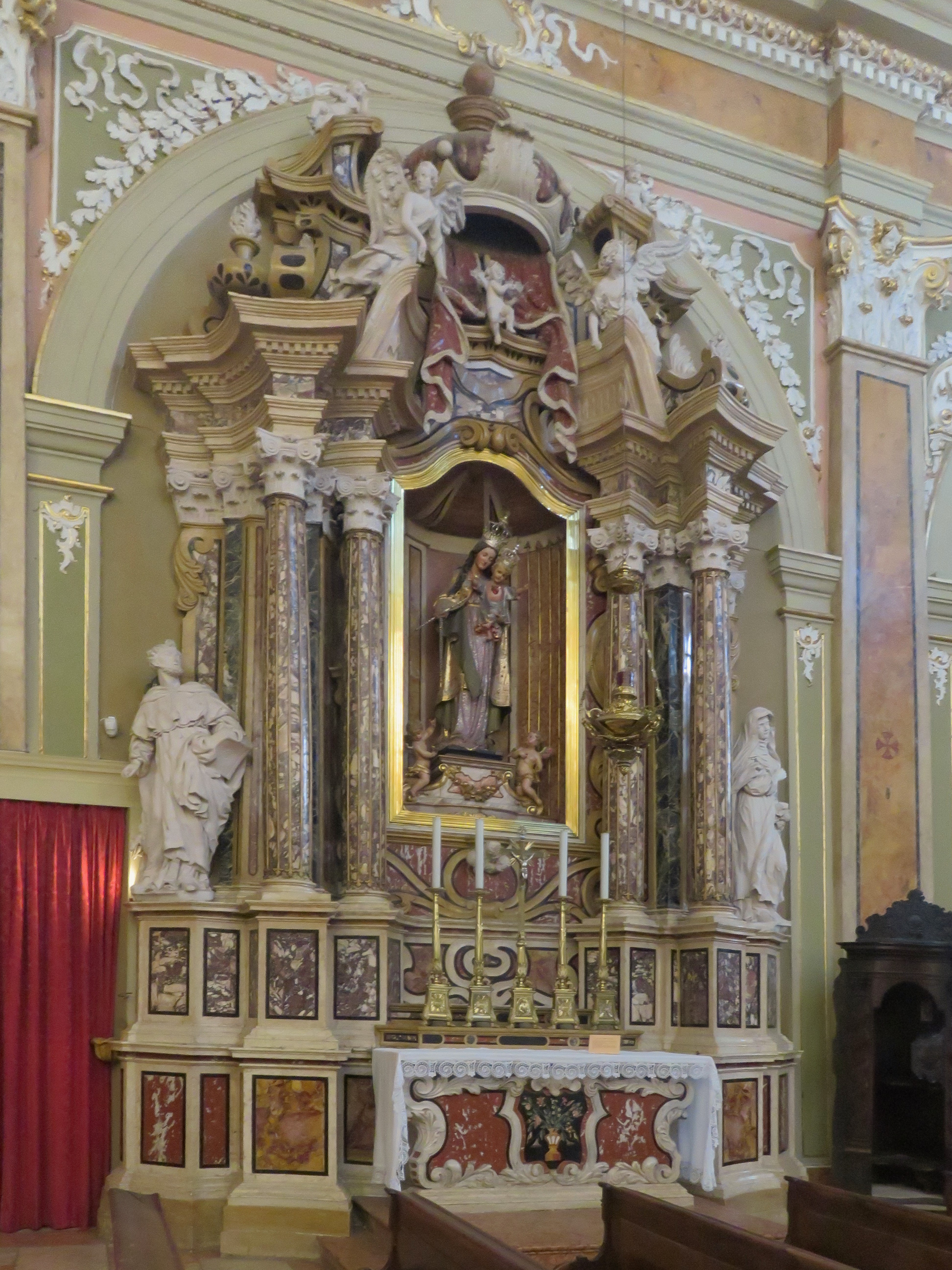
Rosenkranzaltar von Domenico Sartori
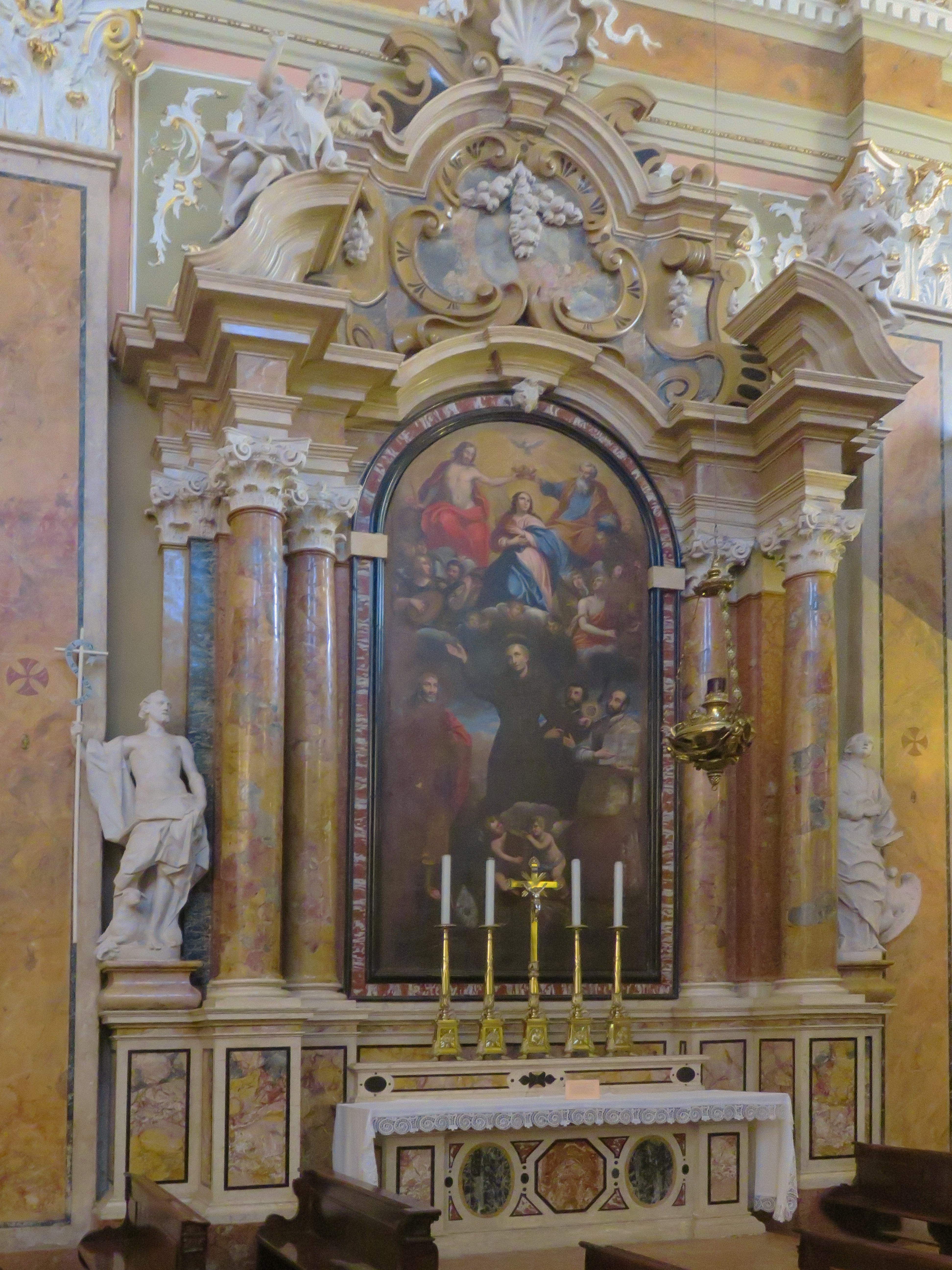
Altar des heiligen Bernhardin von Siena, Teodoro Benedetti
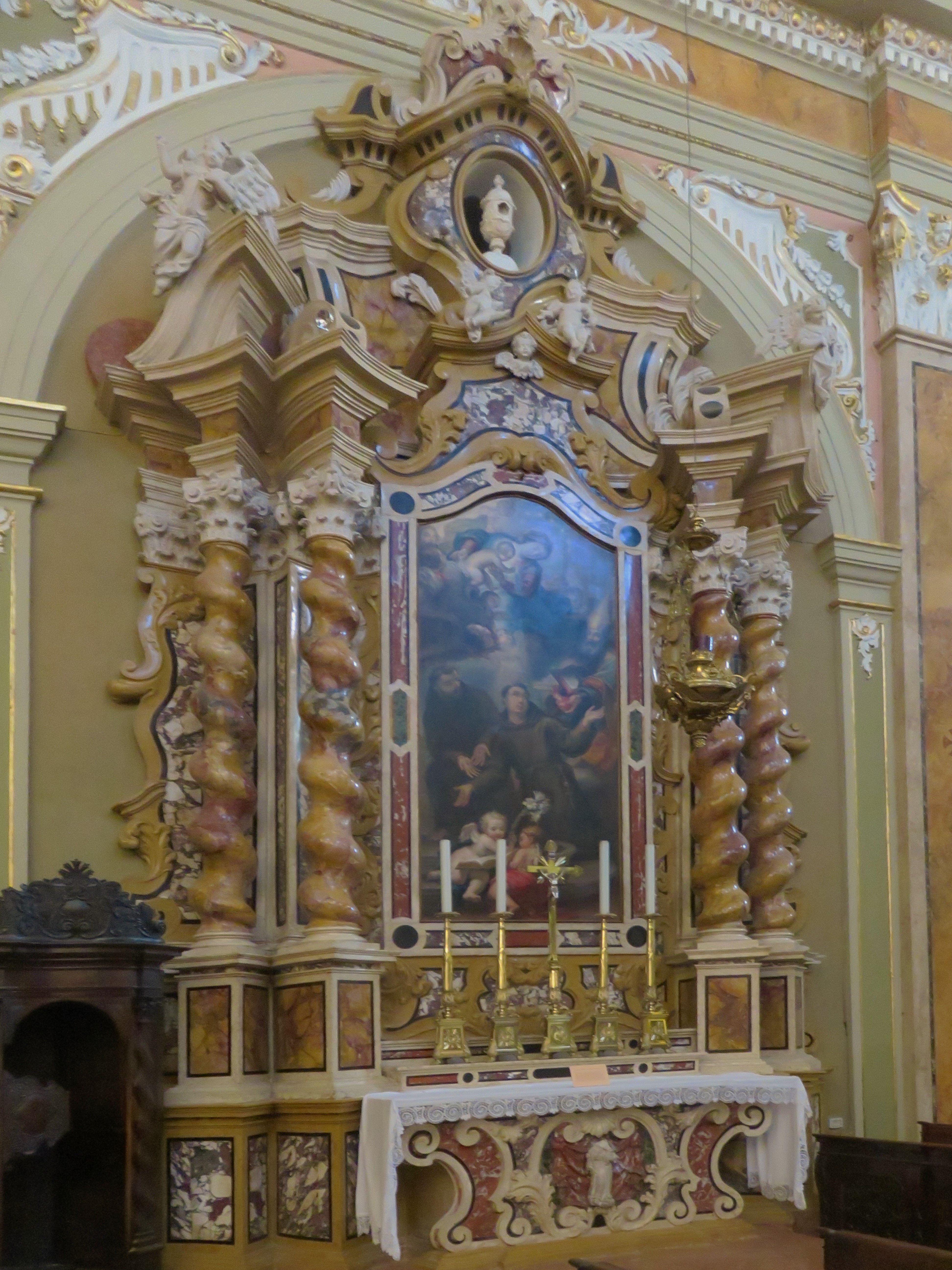
Altar des heiligen Antonius von Padua